# Liste der gesperrten Trikotnummern der National Football League
Franchises in der National Football League (NFL) sperren Trikotnummern von Spielern, die besondere Leistungen zeigten und einen signifikanten Anteil am Erfolg ihrer Mannschaft hatten oder die während ihrer Karriere vorzeitig verstarben. Wie in anderen Ligen, werden auch in der NFL gesperrte Trikotnummern von einem Team nicht an andere Spieler vergeben, es sei denn, der Spieler erlaubt dies explizit.
Seit die NFL begann Nummern zu sperren wurden 162 Trikotnummern offiziell nicht mehr vergeben (Stand August 2024). Die Chicago Bears und New York Giants sind mit 14 gesperrten Trikotnummern die Teams mit den meisten gesperrten Nummern. Reggie White Trikotnummer ist bei zwei verschiedenen Mannschaften gesperrt. Die Las Vegas Raiders, Atlanta Falcons und die Dallas Cowboys sperren traditionell keine Trikotnummern. Die Baltimore Ravens und die Houston Texans haben bisher noch keine Trikotnummern gesperrt.
Im Gegensatz zur Major League Baseball (MLB) und zur National Hockey League (NHL) hat die NFL keine Trikotnummer ligaweit gesperrt. Die Nummern 0 und 00 wurden nicht gesperrt um einen Spieler zu ehren, sondern wurden im Zuge der Einführung des positionsbezogenen Trikotnummernsystems verboten.

## Gesperrte Nummern
| In die Pro Football Hall of Fame aufgenommen |

| Spieler             | Nummer | Position(en)                      | Team                  | Jahre beim Team  |
| ------------------- | ------ | --------------------------------- | --------------------- | ---------------- |
| Jim Kelly           | 12     | Quarterback                       | Buffalo Bills         | 1986–96          |
| Thurman Thomas      | 34     | Runningback                       | Buffalo Bills         | 1988–99          |
| Bruce Smith         | 78     | Defensive End                     | Buffalo Bills         | 1985–99          |
| Bob Griese          | 12     | Quarterback                       | Miami Dolphins        | 1967–80          |
| Dan Marino          | 13     | Quarterback                       | Miami Dolphins        | 1983–99          |
| Larry Csonka        | 39     | Fullback                          | Miami Dolphins        | 1968–74, 1979    |
| Tom Brady           | 12     | Quarterback                       | New England Patriots  | 2000–19          |
| Gino Cappelletti    | 20     | Wide Receiver Kicker              | New England Patriots  | 1960–70          |
| Mike Haynes         | 40     | Cornerback                        | New England Patriots  | 1976–82          |
| Steve Nelson        | 57     | Linebacker                        | New England Patriots  | 1974–87          |
| John Hannah         | 73     | Offensive Guard                   | New England Patriots  | 1973–85          |
| Bruce Armstrong     | 78     | Offensive Tackle                  | New England Patriots  | 1987–2000        |
| Jim Lee Hunt        | 79     | Defensive Lineman                 | New England Patriots  | 1960–70          |
| Bob Dee             | 89     | Defensive Lineman                 | New England Patriots  | 1960–67          |
| Joe Namath          | 12     | Quarterback                       | New York Jets         | 1965–76          |
| Don Maynard         | 13     | Wide Receiver                     | New York Jets         | 1963–72          |
| Curtis Martin       | 28     | Runningback                       | New York Jets         | 1998–2005        |
| Joe Klecko          | 73     | Defensive Lineman                 | New York Jets         | 1977–87          |
| Dennis Byrd         | 90     | Defensive End                     | New York Jets         | 1989–92          |
| Bob Johnson         | 54     | Center                            | Cincinnati Bengals    | 1968–79          |
| Otto Graham         | 14     | Quarterback                       | Cleveland Browns      | 1946–55          |
| Jim Brown           | 32     | Fullback                          | Cleveland Browns      | 1957–65          |
| Ernie Davis         | 45     | Halfback                          | Cleveland Browns      | 1962             |
| Don Fleming         | 46     | Safety                            | Cleveland Browns      | 1960–62          |
| Lou Groza           | 76     | Offensive Tackle Kicker           | Cleveland Browns      | 1946–59, 1961–67 |
| Franco Harris       | 32     | Runningback                       | Pittsburgh Steelers   | 1972–83          |
| Ernie Stautner      | 70     | Defensive Tackle                  | Pittsburgh Steelers   | 1950–63          |
| Joe Greene          | 75     | Defensive Tackle                  | Pittsburgh Steelers   | 1969–81          |
| Peyton Manning      | 18     | Quarterback                       | Indianapolis Colts    | 1998–2011        |
| Johnny Unitas       | 19     | Quarterback                       | Indianapolis Colts    | 1956–72          |
| Buddy Young         | 22     | Halfback                          | Indianapolis Colts    | 1953–55          |
| Lenny Moore         | 24     | Halfback                          | Indianapolis Colts    | 1956–67          |
| Art Donovan         | 70     | Defensive Tackle                  | Indianapolis Colts    | 1950, 1953–61    |
| Jim Parker          | 77     | Offensive Lineman                 | Indianapolis Colts    | 1957–67          |
| Raymond Berry       | 82     | Wide Receiver                     | Indianapolis Colts    | 1955–67          |
| Gino Marchetti      | 89     | Defensive End                     | Indianapolis Colts    | 1953–66          |
| Tony Boselli        | 71     | Tackle                            | Jacksonville Jaguars  | 1995–2001        |
| Warren Moon         | 1      | Quarterback                       | Tennessee Titans      | 1984–93          |
| Steve McNair        | 9      | Quarterback                       | Tennessee Titans      | 1995–2007        |
| Eddie George        | 27     | Runningback                       | Tennessee Titans      | 1996–2004        |
| Earl Campbell       | 34     | Runningback                       | Tennessee Titans      | 1978–84          |
| Jim Norton          | 43     | Safety Punter                     | Tennessee Titans      | 1960–68          |
| Mike Munchak        | 63     | Offensive Guard                   | Tennessee Titans      | 1982–93          |
| Elvin Bethea        | 65     | Defensive End                     | Tennessee Titans      | 1968–83          |
| Bruce Matthews      | 74     | Offensive Tackle                  | Tennessee Titans      | 1983–2001        |
| John Elway          | 7      | Quarterback                       | Denver Broncos        | 1983–99          |
| Frank Tripucka      | 18     | Quarterback                       | Denver Broncos        | 1960–63          |
| Floyd Little        | 44     | Runningback                       | Denver Broncos        | 1967–75          |
| Jan Stenerud        | 3      | Kicker                            | Kansas City Chiefs    | 1967–79          |
| Len Dawson          | 16     | Quarterback                       | Kansas City Chiefs    | 1962–75          |
| Emmitt Thomas       | 18     | Cornerback                        | Kansas City Chiefs    | 1966–78          |
| Abner Haynes        | 28     | Runningback                       | Kansas City Chiefs    | 1960–74          |
| Stone Johnson       | 33     | Runningback                       | Kansas City Chiefs    | 1963             |
| Mack Lee Hill       | 36     | Fullback                          | Kansas City Chiefs    | 1964–65          |
| Derrick Thomas      | 58     | Linebacker Defensive End          | Kansas City Chiefs    | 1989–99          |
| Willie Lanier       | 63     | Linebacker                        | Kansas City Chiefs    | 1967–77          |
| Bobby Bell          | 78     | Linebacker Defensive End          | Kansas City Chiefs    | 1963–74          |
| Buck Buchanan       | 86     | Defensive Tackle                  | Kansas City Chiefs    | 1963–75          |
| Dan Fouts           | 14     | Quarterback                       | Los Angeles Chargers  | 1973–87          |
| Charles Joiner      | 18     | Wide Receiver                     | Los Angeles Chargers  | 1976–86          |
| Lance Alworth       | 19     | Wide Receiver                     | Los Angeles Chargers  | 1962–70          |
| LaDainian Tomlinson | 21     | Runningback                       | Los Angeles Chargers  | 2001–09          |
| Junior Seau         | 55     | Linebacker                        | Los Angeles Chargers  | 1990–2002        |
| Kellen Winslow      | 80     | Tight End                         | Los Angeles Chargers  | 1979–87          |
| Ray Flaherty        | 1      | Wide Receiver                     | New York Giants       | 1928–35          |
| Tuffy Leemans       | 4      | Runningback Quarterback           | New York Giants       | 1936–43          |
| Mel Hein            | 7      | Linebacker Center                 | New York Giants       | 1931–45          |
| Eli Manning         | 10     | Quarterback                       | New York Giants       | 2004–19          |
| Phil Simms          | 11     | Quarterback                       | New York Giants       | 1979–93          |
| Ward Cuff           | 14     | Runningback                       | New York Giants       | 1937–45          |
| Y. A. Tittle        | 14     | Quarterback                       | New York Giants       | 1961–64          |
| Frank Gifford       | 16     | Halfback Wide Receiver            | New York Giants       | 1952–64          |
| Al Blozis           | 32     | Offensive Tackle                  | New York Giants       | 1942–44          |
| Joe Morrison        | 40     | Runningback Wide Receiver         | New York Giants       | 1959–72          |
| Charlie Conerly     | 42     | Quarterback                       | New York Giants       | 1948–61          |
| Ken Strong          | 50     | Halfback                          | New York Giants       | 1936–47          |
| Lawrence Taylor     | 56     | Linebacker                        | New York Giants       | 1981–93          |
| Michael Strahan     | 92     | Defensive End                     | New York Giants       | 1993–2007        |
| Donovan McNabb      | 5      | Quarterback                       | Philadelphia Eagles   | 1999–2009        |
| Steve Van Buren     | 15     | Halfback                          | Philadelphia Eagles   | 1944–51          |
| Brian Dawkins       | 20     | Safety                            | Philadelphia Eagles   | 1996–2008        |
| Tom Brookshier      | 40     | Cornerback                        | Philadelphia Eagles   | 1953–61          |
| Pete Retzlaff       | 44     | Tight End Wide Receiver Halfback  | Philadelphia Eagles   | 1956–66          |
| Chuck Bednarik      | 60     | Linebacker Center                 | Philadelphia Eagles   | 1949–62          |
| Al Wistert          | 70     | Offensive Tackle                  | Philadelphia Eagles   | 1944–51          |
| Reggie White        | 92     | Defensive End                     | Philadelphia Eagles   | 1985–92          |
| Jerome Brown        | 99     | Defensive Tackle                  | Philadelphia Eagles   | 1987–91          |
| Sonny Jurgensen     | 9      | Quarterback                       | Washington Commanders | 1964–74          |
| Sean Taylor         | 21     | Free Safety                       | Washington Commanders | 2004–07          |
| Darrell Green       | 28     | Cornerback                        | Washington Commanders | 1983–2002        |
| Sammy Baugh         | 33     | Quarterback Defensive Back Punter | Washington Commanders | 1937–52          |
| Bobby Mitchell      | 49     | Halfback                          | Washington Commanders | 1962–68          |
| Bronko Nagurski     | 3      | Fullback                          | Chicago Bears         | 1930–37, 1943    |
| George McAfee       | 5      | Halfback                          | Chicago Bears         | 1940–41, 1945–50 |
| George Halas        | 7      | Wide Receiver                     | Chicago Bears         | 1920–28          |
| Willie Galimore     | 28     | Runningback                       | Chicago Bears         | 1957–63          |
| Walter Payton       | 34     | Runningback                       | Chicago Bears         | 1975–87          |
| Gale Sayers         | 40     | Runningback Punt Returner         | Chicago Bears         | 1965–71          |
| Brian Piccolo       | 41     | Runningback                       | Chicago Bears         | 1965–69          |
| Sid Luckman         | 42     | Quarterback                       | Chicago Bears         | 1939–50          |
| Dick Butkus         | 51     | Linebacker                        | Chicago Bears         | 1965–73          |
| Bill Hewitt         | 56     | Wide Receiver                     | Chicago Bears         | 1932–36          |
| Bill George         | 61     | Linebacker                        | Chicago Bears         | 1952–65          |
| Bulldog Turner      | 66     | Linebacker Center                 | Chicago Bears         | 1940–52          |
| Red Grange          | 77     | Halfback                          | Chicago Bears         | 1925–34          |
| Mike Ditka          | 89     | Tight End                         | Chicago Bears         | 1961–66          |
| Dutch Clark         | 7      | Quarterback                       | Detroit Lions         | 1934–38          |
| Barry Sanders       | 20     | Runningback                       | Detroit Lions         | 1989–98          |
| Bobby Layne         | 22     | Quarterback Kicker                | Detroit Lions         | 1950–58          |
| Doak Walker         | 37     | Halfback Kicking Specialist       | Detroit Lions         | 1950–55          |
| Joe Schmidt         | 56     | Linebacker                        | Detroit Lions         | 1953–65          |
| Chuck Hughes        | 85     | Wide Receiver                     | Detroit Lions         | 1970–71          |
| Tony Canadeo        | 3      | Quarterback Halfback              | Green Bay Packers     | 1941–52          |
| Brett Favre         | 4      | Quarterback                       | Green Bay Packers     | 1992–2007        |
| Don Hutson          | 14     | Wide Receiver Safety Kicker       | Green Bay Packers     | 1935–45          |
| Bart Starr          | 15     | Quarterback                       | Green Bay Packers     | 1956–71          |
| Ray Nitschke        | 66     | Linebacker                        | Green Bay Packers     | 1958–72          |
| Reggie White        | 92     | Defensive End                     | Green Bay Packers     | 1993–98          |
| Fran Tarkenton      | 10     | Quarterback                       | Minnesota Vikings     | 1961–78          |
| Mick Tingelhoff     | 53     | Center                            | Minnesota Vikings     | 1962–78          |
| Jim Marshall        | 70     | Defensive End                     | Minnesota Vikings     | 1961–79          |
| Korey Stringer      | 77     | Offensive Tackle                  | Minnesota Vikings     | 1995–2000        |
| Cris Carter         | 80     | Wide Receiver                     | Minnesota Vikings     | 1990–2001        |
| Alan Page           | 88     | Defensive Tackle                  | Minnesota Vikings     | 1967–78          |
| Sam Mills           | 51     | Linebacker                        | Carolina Panthers     | 1995–97          |
| Jim Taylor          | 31     | Fullback                          | New Orleans Saints    | 1967             |
| Doug Atkins         | 81     | Defensive End                     | New Orleans Saints    | 1967–69          |
| Derrick Brooks      | 55     | Linebacker                        | Tampa Bay Buccaneers  | 1995–2008        |
| Lee Roy Selmon      | 63     | Defensive Tackle Defensive End    | Tampa Bay Buccaneers  | 1976–84          |
| Warren Sapp         | 99     | Defensive Tackle                  | Tampa Bay Buccaneers  | 1995–2003        |
| Larry Wilson        | 8      | Safety                            | Arizona Cardinals     | 1960–72          |
| Pat Tillman         | 40     | Safety                            | Arizona Cardinals     | 1998–2001        |
| Stan Mauldin        | 77     | Offensive Tackle                  | Arizona Cardinals     | 1946–48          |
| J. V. Cain          | 88     | Tight End                         | Arizona Cardinals     | 1974–78          |
| Marshall Goldberg   | 99     | Halfback                          | Arizona Cardinals     | 1939–43, 1946–48 |
| Bob Waterfield      | 7      | Quarterback                       | Los Angeles Rams      | 1945–52          |
| Marshall Faulk      | 28     | Runningback                       | Los Angeles Rams      | 1999–2006        |
| Eric Dickerson      | 29     | Runningback                       | Los Angeles Rams      | 1983–87          |
| Merlin Olsen        | 74     | Defensive Tackle                  | Los Angeles Rams      | 1962–76          |
| Deacon Jones        | 75     | Defensive End                     | Los Angeles Rams      | 1961–71          |
| Jackie Slater       | 78     | Offensive Tackle                  | Los Angeles Rams      | 1976–95          |
| Isaac Bruce         | 80     | Wide Receiver                     | Los Angeles Rams      | 1994–2007        |
| Jack Youngblood     | 85     | Defensive End                     | Los Angeles Rams      | 1971–84          |
| Steve Young         | 8      | Quarterback                       | San Francisco 49ers   | 1987–99          |
| John Brodie         | 12     | Quarterback                       | San Francisco 49ers   | 1957–73          |
| Joe Montana         | 16     | Quarterback                       | San Francisco 49ers   | 1979–92          |
| Joe Perry           | 34     | Fullback                          | San Francisco 49ers   | 1948–60          |
| Jimmy Johnson       | 37     | Cornerback Runningback            | San Francisco 49ers   | 1961–76          |
| Hugh McElhenny      | 39     | Halfback                          | San Francisco 49ers   | 1952–60          |
| Ronnie Lott         | 42     | Cornerback Safety                 | San Francisco 49ers   | 1981–90          |
| Charlie Krueger     | 70     | Defensive Lineman                 | San Francisco 49ers   | 1959–73          |
| Leo Nomellini       | 73     | Offensive Tackle Defensive Tackle | San Francisco 49ers   | 1950–63          |
| Bob St. Clair       | 79     | Offensive Tackle                  | San Francisco 49ers   | 1953–63          |
| Jerry Rice          | 80     | Wide Receiver                     | San Francisco 49ers   | 1985–2000        |
| Dwight Clark        | 87     | Wide Receiver                     | San Francisco 49ers   | 1979–87          |
| Walter Jones        | 71     | Offensive Tackle                  | Seattle Seahawks      | 1997–2009        |
| Steve Largent       | 80     | Wide Receiver                     | Seattle Seahawks      | 1976–89          |
| Cortez Kennedy      | 96     | Defensive Tackle                  | Seattle Seahawks      | 1990–2000        |
| Kenny Easley        | 45     | Safety                            | Seattle Seahawks      | 1981–87          |
| 12th Man            | 12     | Fans                              | Seattle Seahawks      | seit 1976        |